# Кефисодот Млади
Кефисодот (на старогръцки: Κηφισόδοτος; през латински Cephisodotus / Kephisodotos), син на Праксител и внук на Кефисодот Стари. Макар да няма запазени творби до днес, той е плодовит скулптор от края на 4 век пр.н.е.. Особено е бил известен с изображенията на Менандър, на оратора Ликург и др.